# Moritz von Horstig

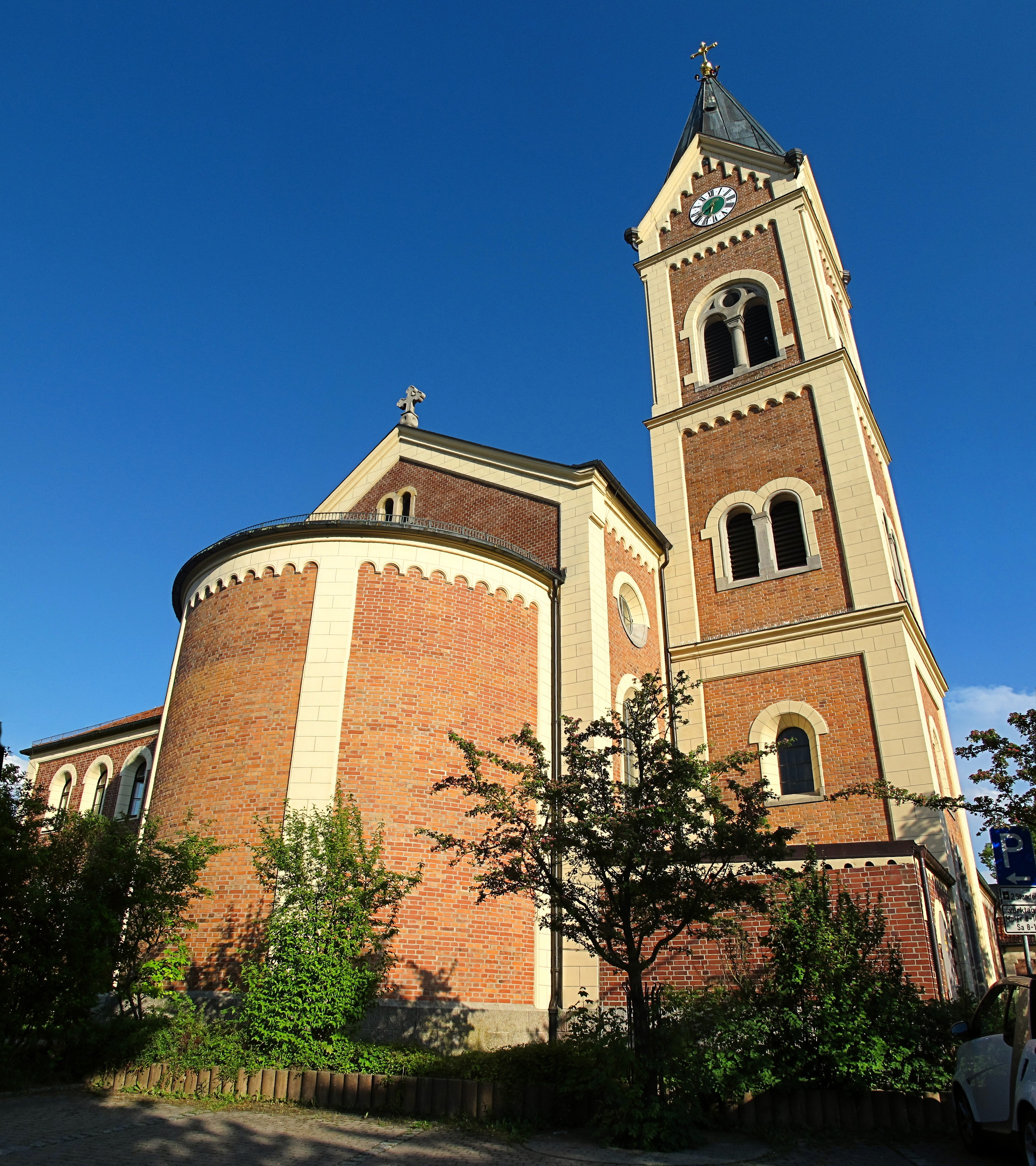
Vue de l'église d'Olching, consacrée en 1901

Moritz von Horstig, né le 1er octobre 1851 à Geiselbach et mort le 1er août 1942 à Wiesbaden, est un architecte bavarois qui fut conseiller du gouvernement royal de Bavière pour la construction.

## Biographie
Horstig épouse le 28 septembre 1882 Berta Nadler avec qui il a deux enfants : Friederike (30 août 1883) et Edmund (13 février 1885).
On peut retenir dans son œuvre les plans de l'église Saint-Oswald de Traunstein et de l'église Saint-Pierre-et-Saint-Paul d'Olching. Horstig travaille également dans les Dolomites trentines, où il s'inspire de l'église d'Olching pour celle d'Arco, du nom de S. Maria Addolorata (ND des Douleurs), consacrée le 22 septembre 1907.